# Portoryko na Zimowych Igrzyskach Olimpijskich 1998
Portoryko na Zimowych Igrzyskach Olimpijskich 1998 reprezentowało sześciu zawodników, którzy wystartowali w konkurencjach bobslejowych i narciarstwie alpejskim.
Był to piąty w historii start Portoryko na zimowych igrzyskach olimpijskich.

## Bobsleje

### Mężczyźni
| Osada | Zawodnik                                                  | Konkurencja | Ślizg 1 | Ślizg 2         | Ślizg 3                   | Ślizg 4                   | Łącznie                   | Pozycja                   |
| ----- | --------------------------------------------------------- | ----------- | ------- | --------------- | ------------------------- | ------------------------- | ------------------------- | ------------------------- |
| PUR-I | John Amabile Joseph Keosseian                             | Dwójki      | 57,35   | Dyskwalifikacja | Nie ukończyli konkurencji | Nie ukończyli konkurencji | Nie ukończyli konkurencji | Nie ukończyli konkurencji |
| PUR-I | Liston Bochette Jorge Bonnet José Ferrer Joseph Keosseian | Czwórki     | 56,45   | 55,96           | Dyskwalifikacja           | Nie ukończyli konkurencji | Nie ukończyli konkurencji | Nie ukończyli konkurencji |

## Narciarstwo alpejskie

### Mężczyźni
| Zawodnik         | Konkurencja       | Konkurencja       | Konkurencja      | Konkurencja      |
| Zawodnik         | Slalom specjalny  | Slalom specjalny  | Slalom specjalny | Slalom specjalny |
| Zawodnik         | Czas 1. przejazdu | Czas 2. przejazdu | Czas łączny      | Pozycje          |
| ---------------- | ----------------- | ----------------- | ---------------- | ---------------- |
| William Schenker | 1:12,95           | 1:15,93           | 2:28,88          | 31.              |